# Troczek zginaczy goleni

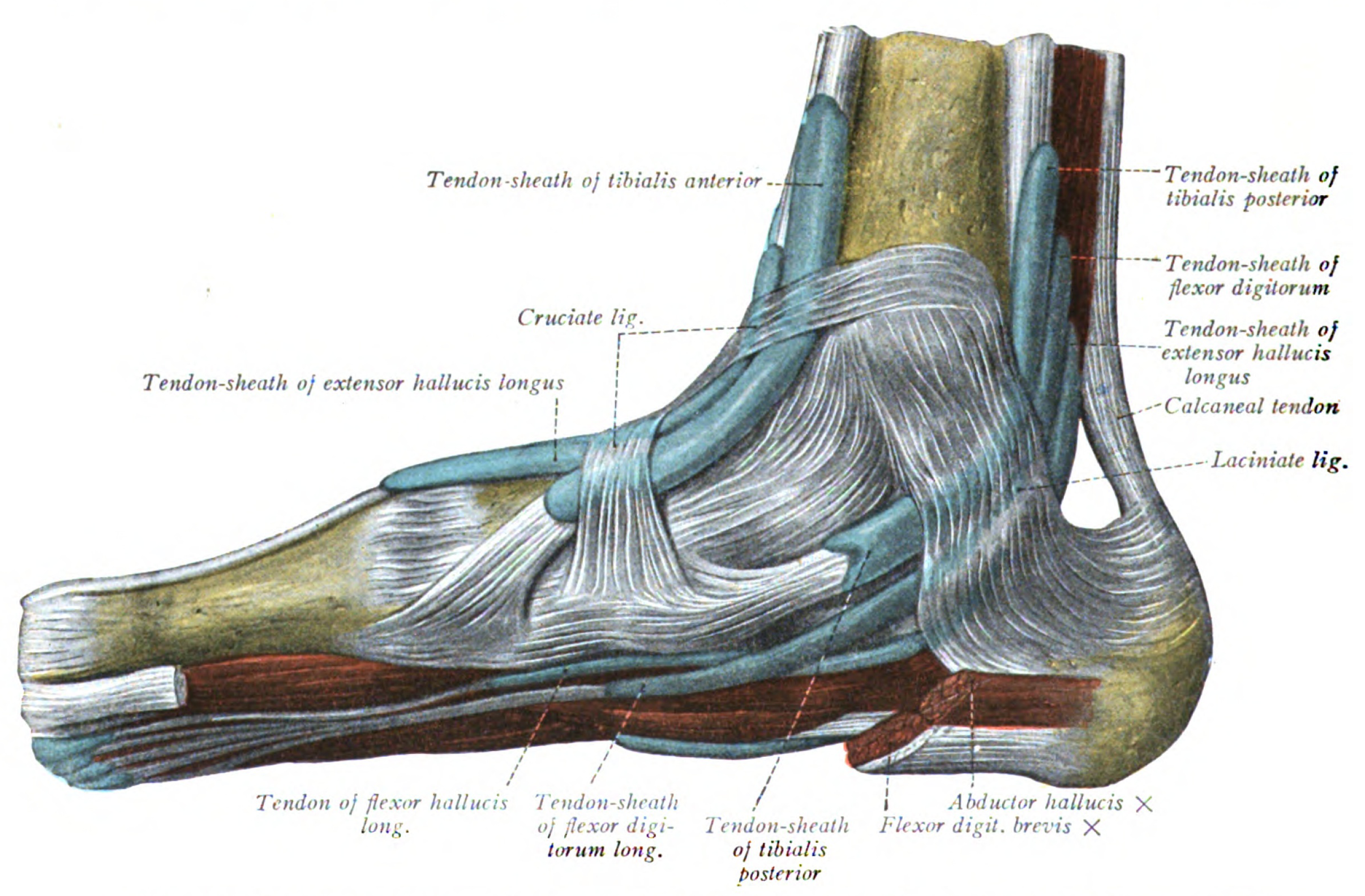
Troczek zginaczy goleni – na rycinie podpisany jako Laciniate lig.

Troczek zginaczy goleni (łac. retinaculum flexorum cruris) – zgrubienie powięzi, rozpoczynające się na tylnym i dolnym brzegu kostki przyśrodkowej kości piszczelowej, a kończące na kości piętowej. Jego zadaniem jest przymocowanie ścięgna mięśnia piszczelowego tylnego do kości piszczelowej, zamknięcie przestrzeni kostno-włóknistej dla naczyń piszczelowych, nerwu piszczelowego i ścięgien długich zginaczy palucha i palców. Droga troczka zginaczy rozpoczyna się na kostce przyśrodkowej, do której jest przymocowany, następnie biegnie poniżej i do tyłu od niej (gdzie można go wyczuć palpacyjnie), po czym obejmuje i przymocowuje ścięgno mięśnia piszczelowego do kości piszczelowej. Następnie dzieli się na dwie blaszki: powierzchowną – cieńszą i głębszą – grubszą. Blaszka powierzchowna pokrywa naczynia piszczelowe tylne i nerw piszczelowy. Blaszka głęboka przymocowuje do kości ścięgna długich zginaczy, palucha i palców. Troczek zginaczy kończy swoją drogę na kości piętowej.